# 江上家種
江上 家種（えがみ いえたね）は、安土桃山時代の武将。

## 生涯
龍造寺隆信の次男として誕生。江上武種の養子となって江上氏の家督を継ぎ、父から肥前国神埼郡勢福寺城主に任じられた。父の命令で各地を転戦し、天正12年（1584年）の沖田畷の戦いにも参加している。
天正17年（1589年）、鍋島直茂が佐賀城に移ったため、代わって蓮池城主となる。なお、このときに鍋島直茂の嫡男・勝茂を養子として迎えている（のち解消）。
豊臣秀吉の文禄の役にも参加して渡海したが、釜山で病没した。
威風堂々とした体格で、特に武勇に優れていたといわれており、兄弟の中で最も父、隆信の才を受け継いでいた事が窺える。
佐賀県神埼市神埼町の種福寺に夫妻の墓が現存する。

## 系譜
- 父：龍造寺隆信（1529-1584）
- 母：龍造寺家門娘
- 養父：江上武種
- 正室：於二九（おふく）：大村純忠の次女、法名は香山芳春大姉[2]
- 生母不明の子女
  - 女子：秋山砂智 - 智子、鍋島忠茂正室
  - 長男：佐野茂義（-1619）：法名は安心宗清[3]
  - 次男：江上勝種
- 養子
  - 男子：鍋島勝茂（1580-1657） - 鍋島直茂の長男

家種の死後、子たちは江上姓を捨て、長子・茂美（佐野右京亮）は佐野氏を名乗り、次子・勝種（勝山大蔵）は勝山姓を名乗った。茂美の子孫は佐賀藩士佐野氏の祖となった。勝種は龍造寺伯庵を擁して幕府に龍造寺家の復興を訴えるも敗訴。正保元年（1644年）に会津藩保科家預かりとなり、江上氏に復姓した。慶安元年（1648年）に会津藩に召し抱えられ、子孫は会津藩士として続いた。